# Bonduriwka (rejon winnicki)
Bonduriwka (ukr. Бондурівка, hist. pol. Bondurówka) – wieś na Ukrainie, w obwodzie winnickim, w rejonie winnickim, w hromadzie Niemirów. W 2001 liczyła 328 mieszkańców, spośród których 322 wskazało jako ojczysty język ukraiński, 3 rosyjski, a 3 mołdawski